# Kerepes
Kerepes est une ville du comitat de Pest en Hongrie. Elle a le titre de ville depuis le 15 juillet 2013.